# 賈斯汀·葛林姆
賈斯汀·史考特·葛林姆（英語：Justin Scott Grimm，1988年8月16日—），為美國職棒大聯盟的投手，目前為自由球員。他先前曾效力過遊騎兵、小熊、皇家、水手、釀酒人與運動家等隊。

## 職業生涯

### 德州遊騎兵
2010年美國職棒大聯盟選秀，遊騎兵在第五輪選進葛林姆。
2012年6月16日，葛林姆登上大聯盟。他先發面對太空人主投6局無失分拿下大聯盟首勝。2013年4月，他拿下美聯單月最佳新人獎。該月他拿下2勝，防禦率僅1.59。
2013年上半季，他拿下7勝7敗，防禦率6.37。他在遊騎兵的最後3場先發吞下2敗，11.1局投球送出6次保送狂失15分，和季初的表現判若兩人。

### 芝加哥小熊
2013年7月22日，遊騎兵將葛林姆、Mike Olt、Carl Edwards Jr.和Neil Ramírez交易到小熊，換來馬特·加爾薩。他在小熊3A初先發僅投2局便狂丟7分吞敗，之後他在9月透過擴編登上大聯盟。整季他投了9局，防禦率2.00。
2014年，葛林姆成為牛棚投手。最後他以救援投手身分入選大聯盟開幕戰名單。8月29日，他成為大聯盟第68位單局送出4次三振的投手。
整季他拿下5勝2敗，防禦率3.78。2016年，他出賽68場比賽，防禦率4.10。他在世界大賽出賽3場比賽，最後小熊順利睽違108年奪冠。2017年，他出賽50場比賽，防禦率5.53。
2018年3月15日，小熊隊宣布釋出葛林姆。

### 堪薩斯市皇家
2018年3月18日，葛林姆和皇家簽下一年合約。6月27日，他因為背部受傷進入傷兵名單。7月7日，球隊將他釋出。

### 西雅圖水手
2018年7月19日，葛林姆和水手簽下小聯盟約。最後他在9月份透過擴編登上大聯盟。

### 克里夫蘭印地安人
2019年1月3日，葛林姆加盟印地安人，並受邀參加大聯盟春訓。3月22日，在被告知未入選球隊的開幕戰名單後，葛林姆選擇跳脫合約。

### 洛杉磯道奇
2019年3月24日，葛林姆和道奇簽下小聯盟約。

### 辛辛那提紅人
2019年7月17日，他被交易到紅人隊。球季結束後，他成為自由球員。

### 密爾瓦基釀酒人
2019年12月4日，葛林姆和釀酒人簽下小聯盟約。隔年他入選球隊的開幕戰名單。2020年8月28日，他遭到球隊指定讓渡，並在31日遭到釋出。

### 重返西雅圖
2021年4月5日，葛林姆加盟墨西哥聯盟的瓜達拉哈拉街頭樂隊隊。不過他在5月7日，也就是墨西哥聯盟開打前，和水手隊簽下小聯盟約。整季他在3A拿下3勝1敗，防禦率4.37。球季結束後，他成為自由球員。

### 奧克蘭運動家
2021年12月28日，葛林姆與運動家簽下小聯盟約。2022年4月7日，他入選球隊的開幕戰名單內。

## 個人生活
葛林姆的太太是喬治亞大學的全美體操選手。兩人在2016年1月30日結婚，長子奧斯汀在2018年出生。

## 外部連結
- 球員資訊和成績在MLB，ESPN，Baseball-Reference，Fangraphs（英文）